# Iouri Kouznetsov
Pour les articles homonymes, voir Kouznetsov.
Iouri Alexandrovich Kouznetsov (en russe : Ю́рий Алекса́ндрович Кузнецо́в), né le 3 septembre 1946 à Abakan (Union soviétique), est un acteur russe.

## Biographie
Iouri Kouznetsov naît et grandit à Abakan. En 1969, il sort diplômé de l'Institut des arts de Vladivostok et devient acteur du théâtre dramatique de Khabarovsk qu'il quitte pour le théâtre dramatique d'Omsk en 1979. En 1986-1996, il travaille au théâtre Akimov de Saint-Pétersbourg.

## Filmographie partielle

### Au cinéma
- 1983 : Les Torpilleurs (Торпедоносцы) de Semion Aranovitch : Fomenko
- 1984 : Mon ami Ivan Lapchine (Мой друг Иван Лапшин) de Alexeï Guerman : le chef de la milice
- 1988 : Cœur de chien (Собачье сердце) de Vladimir Bortko : le cantonnier
- 1988 : L'Été froid de l'année 53 (Холодное лето пятьдесят третьего) de Alexandre Prochkine : Zotov
- 1989 : Les Chiens (Псы, Psy) de Dmitri Svetozarov : Ivan Maximtchouk
- 1991 : Genius (Гений, Geniy) de Viktor Sergueïev : Andrei Kouzmine
- 1994 : Katia Ismailova (Подмосковные вечера) de Valeri Todorovski : l'enquêteur Romanov
- 1997 : Le Frère (Брат) de Alexeï Balabanov : Hoffman
- 2001 : La Suite mécanique (Механическая сюита) de Dmitri Meskhiev : médecin légiste
- 2006 : L'Île (Остров, Ostrov) de Pavel Lounguine : Tikhon
- 2009 : Tsar (Царь) de Pavel Lounguine : Maliouta Skouratov
- 2016 : Le Duelliste (Дуэлянт) d'Alexeï Mizguirev : le domestique
- 2018 : L'homme qui a surpris tout le monde (Человек, который удивил всех) de Natalia Merkoulova et Alexeï Tchoupov : grand-père Nikolaï
- 2018 : Les Derniers Sapins de Noël (Ёлки последние) de Egor Baranov : Evgueni Valentinovitch
- 2020 : Fire (Огонь) d'Alexeï Noujny : Gueorguitch
- 2001 : La vie est pleine d’imprévus (Жизнь забавами полна) de Piotr Todorovski : mari de Lyra
- 2021 : Sheena 667 (Sheena 667) de Grigori Dobryguine
- 2021 : La Fuite du capitaine Volkonogov de Natalia Merkoulova et Alexeï Tchoupov : Ignati Alexeïevitch

### À la télévision
- 1985 : Confrontation (Противостояние) de Semion Aranovitch : major Alekseï Zhoukov
- 2019 : To the Lake (Эпидемия)

## Récompenses et distinctions
- Artiste émérite de la fédération de Russie (2006).